# Нордерверден
Нордерверден (њем. Norderwöhrden) општина је у њемачкој савезној држави Шлезвиг-Холштајн. Једно је од 115 општинских средишта округа Дитмаршен. Према процјени из 2010. у општини је живјело 282 становника. Посједује регионалну шифру (AGS) 1051081.

## Географски и демографски подаци
Нордерверден се налази у савезној држави Шлезвиг-Холштајн у округу Дитмаршен. Општина се налази на надморској висини од 3 метра. Површина општине износи 18,5 km². У самом мјесту је, према процјени из 2010. године, живјело 282 становника. Просјечна густина становништва износи 15 становника/km².